# 昆布蘭

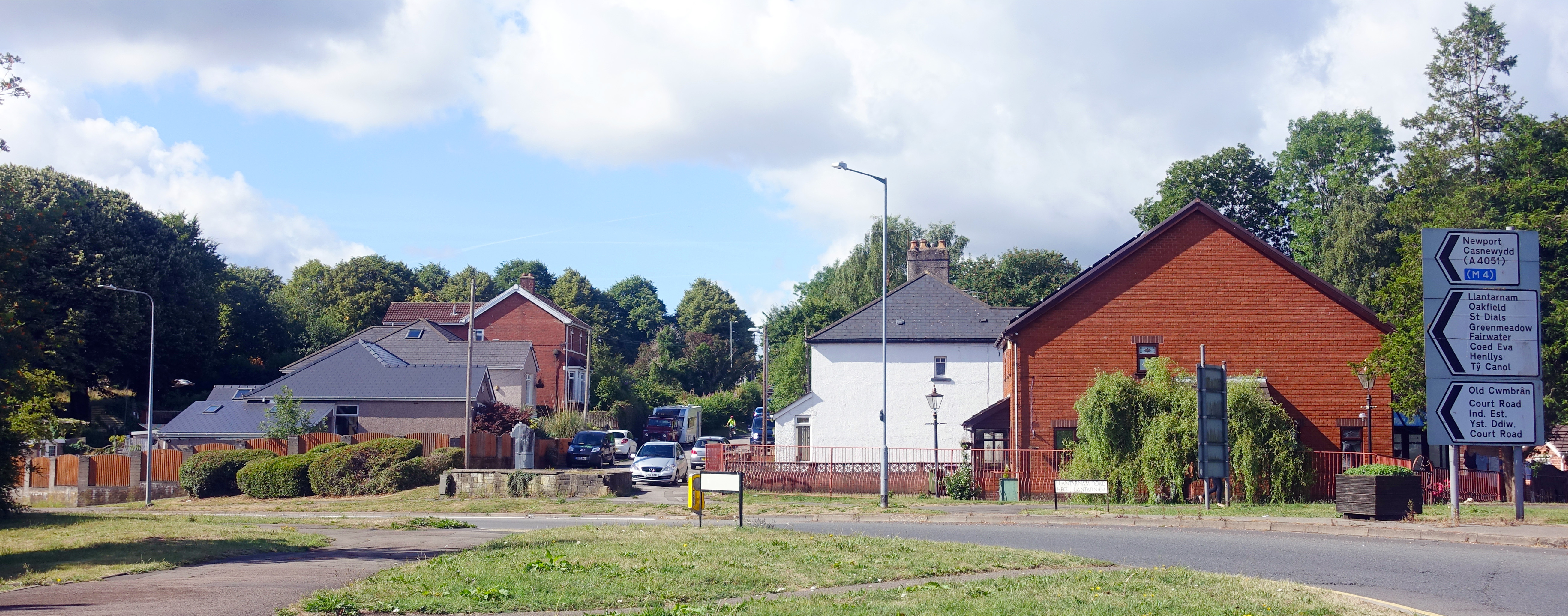

昆布蘭 （英語：Cwmbran）是英國威爾士的一座城鎮，在歷史上位於蒙默思郡。2001年時，昆布蘭的人口有47,254人，是威爾斯人口第六多的城市。重工業曾經是昆布蘭的主要產業。